# Alper Potuk
Alper Potuk (født 8. april 1991) er en tyrkisk professionel fodboldspiller, som spiller for Süper Lig-klubben Çaykur Rizespor.

## Klubkarriere

### Eskişehirspor
Potuk begyndte sin karriere hos Eskişehirspor, hvor han gjorde sin professionelle debut i maj 2009.

### Fenerbahçe
Potuk skiftede til Fenerbahçe i maj 2013. Potuk var del af holdet som vandt det tyrkiske mesterskab i 2013-14 sæsonen.

### Ankaragücü
Efter mere end 150 kampe for Fenerbahçe, så skiftede Potuk til Ankaragücü i september 2020.

### Çaykur Rizespor
Efter at Akaragücü rykkede ned i 2020-21 sæsonen, skiftede Potuk til Çaykur Rizespor i juli 2021.

## Landsholdskarriere

### Ungdomslandshold
Potuk har repræsenteret Tyrkiet på flere ungdomsniveauer.

### Seniorlandshold
Potuk debuterede for seniorlandholdet den 29. februar 2012.

## Titler

### Fenerbahçe

#### Süper Lig
- 2013-14

#### Tyrkiske pokaltunering
- 2014